# Girolamo Fracastoro
Girolamo Fracastoro (llatí: Hieronymus Fracastorius; c 1476-1478 - 6 agost 1553) fou un metge italià, poeta i estudiós de les matemàtiques, la geografia i l'astronomia. Fracastoro va subscriure la filosofia de l'atomisme, i va rebutjar les apel·lacions a causes ocultes en la investigació científica.
Nascut a Verona, República de Venècia, va estudiar a Pàdua, on als 19 anys va ser nomenat professor a la Universitat. A causa de la seva eminència en la pràctica de la medicina, va ser triat metge del Concili de Trento. Els ciutadans de Pàdua van erigir una estàtua de bronze en el seu honor, mentre que la seva ciutat natal va commemorar el seu gran compatriota amb una estàtua de marbre. Ell va viure i va practicar a la seva ciutat natal. En 1546 va proposar que les malalties epidèmiques són causades per partícules diminutes mòbils o "espores" que podrien transmetre la infecció per contacte directe o indirecte, o fins i tot sense contacte a través de llargues distàncies. En els seus escrits, però les "espores" també podrien referir-se a productes químics en lloc de a entitats vivents.
Sembla que va ser ell qui va utilitzar per primera vegada la paraula llatina fomes, que significa "esca", en aquest sentit, en el seu assaig sobre el contagi, De Contagione et Contagiosis morbis publicat en 1546: "Anomeno fomites [del fomes llatí, que significa "esca"] coses com ara roba, roba de llit, etc., que, encara que no siguin en si mateixos corruptes, poden contenir les llavors essencials del contagi i, per tant, causar infecció ".
La seva teoria es va mantenir influent durant gairebé tres segles, abans de ser substituïda per la teoria dels gèrmens completament desenvolupada.
El nom de la sífilis procedeix del poema èpic en tres llibres de Fracastoro 1530 Sífilis sive morbus gallicus ("Sífilis o la malaltia francesa"), sobre un nen pastor anomenat Syphilus que va insultar déu grec Apol·lo i va ser castigat per aquest déu amb una malaltia horrible. El poema suggereix l'ús de mercuri i "guaiaco" com una cura. El seu llibre 1546 (De contagione "Sobre el contagi") també va donar la primera descripció de tifus. Les obres completes de Fracastoro van aparèixer per primera vegada en 1555.
Un retrat de Fracastoro, que ha estat a la col·lecció de la National Gallery des de 1924, ha estat recentment atribuït al cèlebre pintor italià Tiziano. La nova atribució ha portat els estudiosos a especular que Tiziano podria haver pintat el retrat a canvi d'un tractament de la sífilis.

## Obres
- Syphilis, sive Morbi Gallici (1530)
- Di Vino Temperatura (1534)
- Homocentricorum sive de Stellis, de Causis Criticorum Dierum Libellus (1535)
- Homocentrica (1538)
- Naugerius sive de Poetica Dialogus (c. 1540)
- De Contagione et Contagiosis Morbis (1546)
- Syphilis sive de morbo gallico (1539, poem)

## Llocs històrics de Fracastoro a Verona
Una estàtua de marbre de Girolamo Fracastoro de l'escultor carrarès Danese Cattaneo (acabat el 1559) s'alça sobre un bell arc a la central Piazza dei Signori de Verona, a prop del monument a Dante Alighieri. A la seva base hi ha la inscripció: "HIER FRACASTORIO \ PAULLI PHILIPPI F \ EX PUBLICA AUCTORITATE \ DICATA \ AN SAL MDLIX". Segons una llegenda popular, la bola de pedra que Fracastoro té a la mà dreta, que simbolitza el món, caurà sobre la primera persona honorable que camini sota l'arc. Al llarg dels segles, molta gent ha passat cada dia sota l'arc, però la pilota es manté al seu lloc.

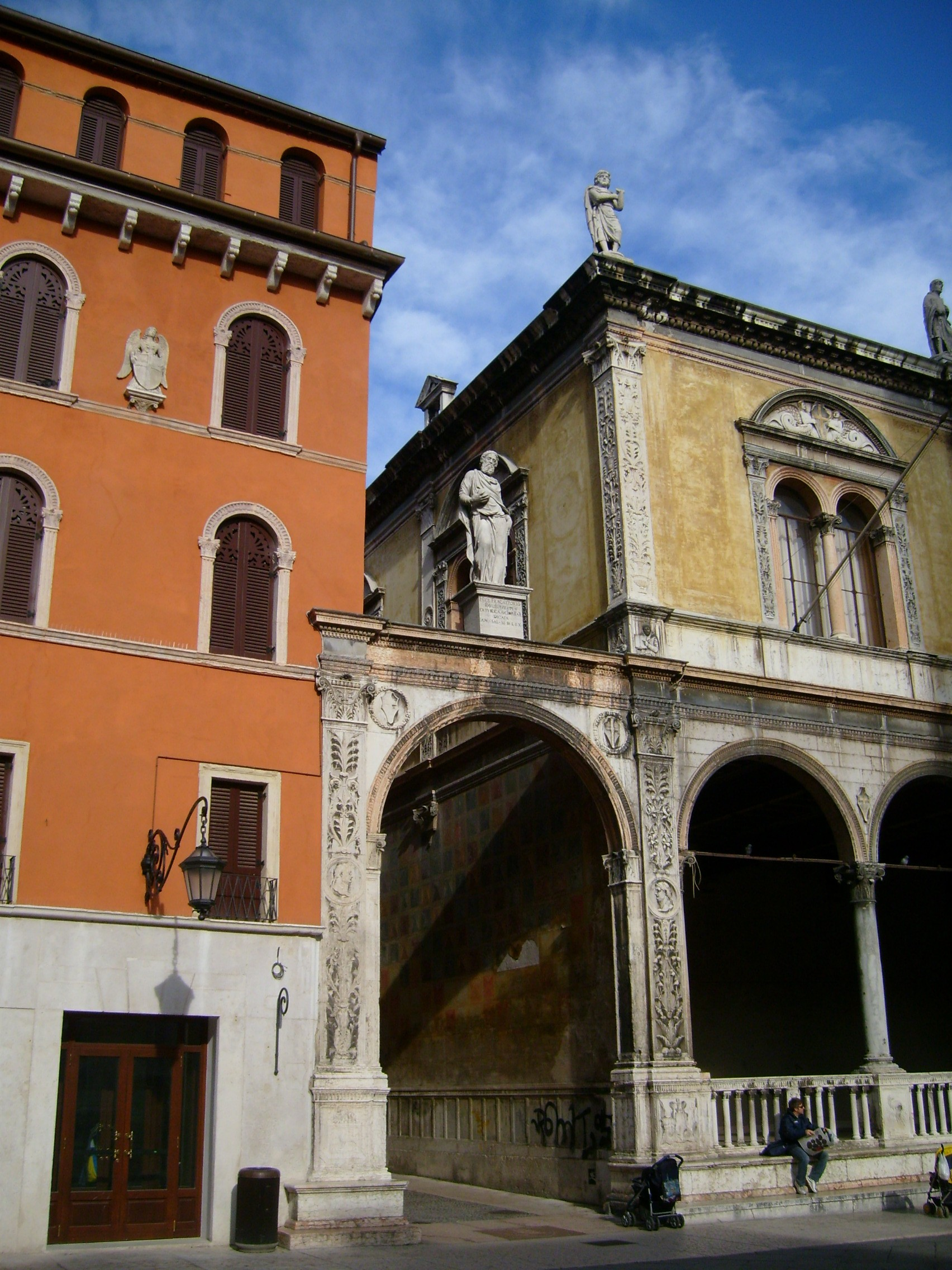
l'estàtua en el seu context
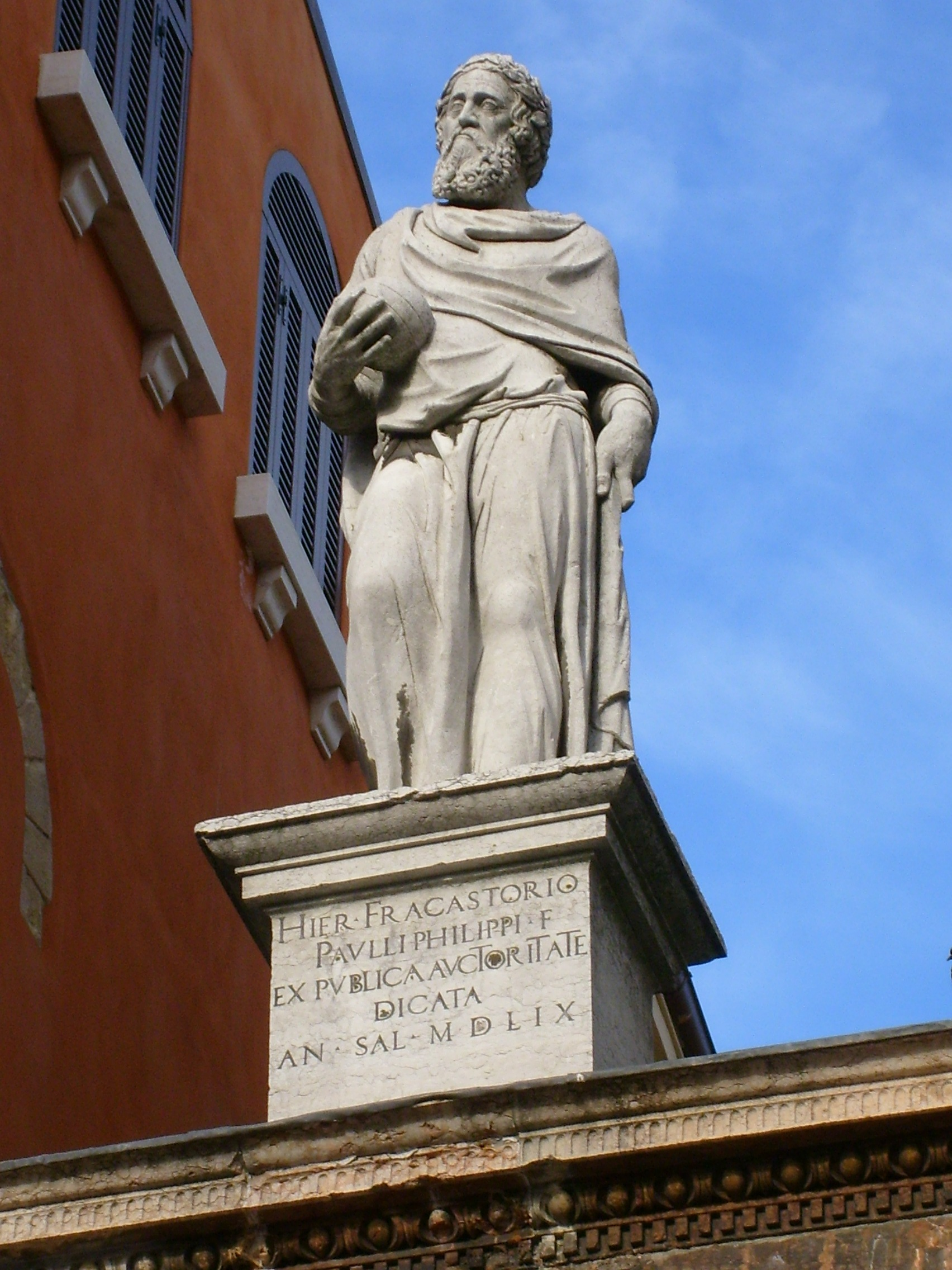
l'estàtua amb la inscripció